# NGC 6281
NGC 6281 في الفهرس العام الجديد، هو عنقود نجمي، يقع في كوكبة العقرب. اكتشف في 5 يونيو 1826 . بواسطة جيمس دنلوب .

## روابط خارجية
- NGC 6281 على موقع ويكي سكاي: DSS2, SDSS, GALEX, IRAS, Hydrogen α, X-Ray, Astrophoto, Sky Map, Articles and images